# John Giorno
John Giorno (4. prosince 1936 New York City, New York, USA – 11. října 2019) byl americký básník a hudebník. V roce 1958 vystudoval Columbia University. V roce 1963 byl hlavním útvarem ve filmu Sleep Andyho Warhola. Jako hudebník se podílel například na albu Like a Girl I Want You to Keep Coming z roku 1989. Rovněž vydal společné album s Glennem Branca s názvem Who You Staring At?.
V roce 2011 hrál v jedné z dvou verzí viodeklipu ke skladbě „We All Go Back to Where We Belong“ skupiny R.E.M.